# 拉古伯利
阿尔贝·艾蒂安·让-巴普蒂斯特·泰里安·德·拉古伯利（法語：Albert Étienne Jean-Baptiste Terrien de Lacouperie，1844年11月23日—1894年10月11日），法国东方学家，专攻比较语言学，出版了许多关于早期亚洲和中东语言的书籍，最初用法语，后用英语。拉克伯里以对《易经》的研究而知名，以及他在1894年发表论文《古代中国文化西源考》中提出的“华夏起源于巴比伦”的理论。
美国汉学家白牧之指出，拉古伯利“对春秋时期的看法十分准确：他在钱穆和欧文·拉铁摩尔前半个世纪就已意识到，那时的‘中国’领土上实际布满了非华夏人的民族乃至国家”。白牧之总结说，“拉古伯利思想的整体趋势仍在汉学及其相关科学中引发着‘集体过敏反应’；直到现在，一些他提出的，得到不当处理的更大的问题，才被犹豫不决地重提出来”。

## 早年生活与姓名
有关拉古伯利的详细传记很少，一些报道是根据皇家亚洲学会的记录和序言撰写的。1844年11月份，拉古伯利出生于诺曼底勒阿弗尔的安古维尔。他是康沃尔泰里安家族的后裔，该家族于17世纪英格兰内战期间移居法国，并在诺曼底获得了拉古伯利家族的财产。一些书目在他的名字后面加上了“男爵”，他似乎曾以阿尔贝·艾蒂安·让-巴普蒂斯特·德·拉艾蒙奈·佩克索特·德·蓬塞尔，拉古伯利男爵（法語：Albert Étienne Jean-Baptiste Terrien de Lahaymonnais Peixotte de Poncel, Baron de La Couperie）的名义出版作品，但并没有其家族被封为贵族的记录。其父亲是一名商人，拉古伯利接受了商业教育。

## 职业生涯
拉古伯利早年定居香港，很快就将注意力从商业转向东方语言研究，他对汉语有了相当深入的了解。1867年，他出版了一本语文学著作《语言论：关于词汇和语言的本质与研究的随笔》（法語：Du Langage, Essai sur la Nature et l'Étude des Mots et des Langues，巴黎，8卷），引起了相当大的关注。不久之后，他被破解巴比伦铭文的进展以及汉字与早期阿卡德语象形文字之间的相似性所吸引。
对这两种语言的比较语言学研究占据了他此后的绝大多数时间，并且他能表达出两者早期的相似性。1879年，他前往伦敦，并当选为皇家亚洲学会会员，开始用英语进行写作。1884年，他成为伦敦大学学院的东南亚语言语文学教授。
19世纪80年代，他还受雇于几份短期合同，在大英博物馆从事东亚钱币收藏工作。1892年，他出版了《公元前7世纪至621年的中国钱币目录（包括大英博物馆馆藏）》。为此，法兰西文学院授予他价值1500法国法郎的儒莲奖，以表彰“与中国有关的最佳作品”。
他人生的最后几年的大部分时间花在了学习《易经》上。长期以来，这本书的意义对学者来说一直模糊不清。拉古伯利指出，这部作品的基础是零碎的注释，主要是词汇的注释，并提出这些词汇与迦勒底的音节文字十分相似。1892年，他出版了解释性论文《中国最古老的书》（伦敦，8卷）的第一部分，并于其中陈述了他对《易经》性质的理解，并翻译了其中的段落。但是，这本著作最终没能完成。
为了表彰他对东方学的贡献，他获得了鲁汶天主教大学的文学博士学位。他还一度享受法国政府提供的一小笔养老金；在养老金被收回后，其朋友试图从英国外交部为他争取同等的养老金，但未能成功。他两度被法兰西文学院授予儒莲奖，以表彰他对东方语文学的贡献。

## 去世
拉古伯利去世于伦敦富勒姆主教路136号，留下了未亡人。

## 对拉古伯利理论的评价
拉古伯利的翻译及其中国文化西来论认为中国文明起源于美索不达米亚，这些理论给公众留下了深刻印象，但旋即遭到了汉学家的批评和驳斥。理雅各（他翻译的中国古典文学与拉古伯利的译本同时出现，前者至今被认为是标准译本）质疑拉古伯利的汉学能力，批评拉古伯利翻译的《易经》说，只有“草率的无知”才会导致这些错误，其中包括没有查阅基本参考资料《康熙字典》。当时的另外一名评论家将拉古伯利称为“虚伪的神棍”。拉古伯利理论的最后衰落，则以莱顿大学汉学家施古德的抨击为标志。施古德及其后的东方学家坚持中国文明是独立起源和发展的。特别的，这些学者指出，单音节的汉字无法对应到多音节的迦勒底词汇；无论如何，亚述学的知识是“危险的、带有不确定性的”，而且不太可信，无法得出这样的结论；甚至无法确定巴比伦文明早于中华文明。
拉古伯利对于干支循环起源于巴比伦的论述比之也没有多大差距，因为这两个系统在循环和功能上皆有不同：巴比伦的十进制系统被用于数到60，循环再次开始；而干支系统则是十天干和十二地支的结合。
拉古伯利的思想收到了一些中国知识分子和民族主义者的关注，如刘师培（《攘书》）、章太炎（《訄书》）和黄节（《黄史》），以支持20世纪初的排满理论（建立在赫伯特·斯宾塞及王夫之的《黄书》的基础上）。他的中华文化西来论大约同时传入日本，学术界的反驳并未组织其成为一种流行的民粹主义观念。
关于台湾的神话文字的想法建立在其表述之上，尽管拉古伯利也指出信息质量不足。
他对学术研究的更重要的贡献是从中文资料的研究中确定了印度婆罗米文和佉卢文的古代名称。

## 作品
除了上述作品外，拉古伯利还出版了下列著作：
- 《中国早期文明史》，伦敦，1880，8vo
- 《关于中国古代文字和文本的历史》，伦敦，1882，8vo
- 《中国的9世纪的纸币和所谓的皮质货币》，伦敦，1882，8vo
- 《掸族的摇篮》，伦敦，1885，8vo
- 《巴比伦和中国》，伦敦，1887，8vo
- 《居鲁士将写作引入印度了吗？》，伦敦，1887，8vo
- 《中国人之前的中国语言》，伦敦，1887，8vo；法文版，巴黎，1888，8vo
- 《朝鲜的石人》，赫德福特，1887，8vo
- 《玉帝和早期在华佛教徒》，1887，8vo
- 《福尔摩沙笔记；手稿，语言和种族》，1887，8vo
- 《古巴比伦字符及其中文衍生词》，伦敦，1888，8vo，互联网档案馆链接
- 《满洲的女真人》，1889，8vo
- 《古汉语的非单音节词汇》，巴黎，1889，8vo
- The Onomastic Similarity of Nai Kwang-ti of China and Nakhunte of Susiana，伦敦，1890，8vo
- 《楔形文字铭文记载的安息帝国时期》，鲁汶，1891，8vo
- 《佛教如何在公元前219年进入中国》，伦敦，1891?，8vo
- Mélanges: on the Ancient History of Glass and Coal and the Legend of Nü-Kwa's Coloured Stones in China，1891?，8vo
- 《关于近东的两个未知时期，前330年和前251年》，1891，8vo
- 《中国的丝绸女神及其传说》，伦敦，1891，8vo
- 《公元前七世纪至公元621年中国钱币目录》，雷金纳德·斯图尔特·普尔编辑，伦敦，1892，8vo
- 《中亚与东亚书写的开端》，伦敦，1894，8vo
- 《公元前2300年至公元200年中国早期文明的西方起源》，伦敦

其中许多论文是从《皇家亚洲学会杂志》及其他出版物转载的。他还从1886年开始编辑了《巴比伦与东方记录》。